# Груздев, Геннадий Павлович
Геннадий Павлович Груздев (20 июня 1939 — 29 ноября 2022) — советский хоккеист и хоккейный тренер (хоккей с мячом, хоккей с шайбой), мастер спорта СССР (1964 — хоккей с шайбой, 1973 — хоккей с мячом).

## Спортивная карьера
Начал играть в хоккей с мячом в 1950 году в Ленинске-Кузнецком в детской команде «Чайка».
С 1959 по 1962 год был игроком кемеровского «Шахтёра», принимающего участие в высшем дивизионе чемпионата СССР.
В 1962 году стал играть в хоккей с шайбой, до этого времени не занимаясь этим видом спорта, став игроком новокузнецкого «Металлурга», который укрепил свой состав приглашением в команду Груздева и его одноклубника Алексея Лазовского. Выступая за «Металлург» с 1962 по 1968 год становится одним из ведущих игроков команды, играя в тройке нападения с Михаилом Гомбергом и Анатолием Мотовиловым. В 1964 году выполнил норматив мастера спорта СССР по хоккею с шайбой, побеждая в сезоне 1963/64 в турнире команд второй группы класса «А» — второго по силе дивизиона чемпионата СССР.
С 1968 по 1970 год был игроком кемеровского «Строителя» (играющий тренер), в сезоне 1971/72 выступал за междуреченский «Вымпел».
С 1970 по 1973 год (с перерывами) вновь играл в хоккей с мячом в составе «Шахтёра» («Кузбасса»). После сезона 1971/72 принял решение о завершении спортивной карьеры, но в начале сезона 1972/73 Груздеву предложили возглавить «Кузбасс». В дальнейшем, отказавшись от поста главного тренера, стал играющим тренером команды, де-факто возглавив «Кузбасс», внеся большой вклад в высшее достижение команды за всё время выступлений в чемпионатах СССР — завоеванию бронзовых медалей сезона 1972/73.
Во второй половине сезона 1979/80 и в сезоне 1980/81 — главный тренер «Кузбасса». В сезоне 1981/82 был играющим тренером команды.
Автор самого «возрастного» гола в истории «Кузбасса», 13 февраля 1982 года в возрасте 42-х лет отметился забитым мячом в домашнем матче с иркутским «Локомотивом» (5:1).
Также играл в футбол на позиции вратаря, выступая за ленинск-кузнецкую «Чайку» (1956—1959) и кемеровский «Химик» (1960—1962).

## Дальнейшая деятельность
Завершив спортивную карьеру после «бронзового» сезона продолжил трудовую деятельность на предприятии «Азот», работая в ремонтно-механическом цехе, лаборатории неразрушающих методов контроля, также занимался организацией спортивных мероприятий. После выхода на пенсию несколько лет работал на Кедровском угольном разрезе водителем БелАЗа.
С 1991 по 2000 год тренировал детские команды по футболу и хоккею с шайбой в поселке Плотниково Промышленновского района.

## Достижения
«Кузбасс»
- Бронзовый призёр чемпионата СССР: 1972/73

## Память
В январе 2016 года в Кемерове был открыт ФОК «Кемерово» с ледовой ареной, которому было присвоено имя дважды мастера спорта СССР Геннадия Груздева.

### Комментарии
1. ↑  Количество игр и голов за клуб(ы) в высшем дивизионе чемпионатов СССР